# Glossaire du Carnaval de Paris
 (septembre 2009).
- Si vous ne connaissez pas le sujet, laissez ce bandeau (vous pouvez alors contacter les auteurs).
- Si vous supprimez le contenu mis en cause (vous pouvez préalablement contacter les auteurs),

argumentez précisément cette suppression dans la page de discussion
(un manque de référence n'est pas un argument ; une recherche réelle de référence doit avoir été effectuée, être formellement documentée).
- Haut – A
- B
- C
- D
- E
- F
- G
- H
- I
- J
- K
- L
- M
- N
- O
- P
- Q
- R
- S
- T
- U
- V
- W
- X
- Y
- Z

## A
- Ablon (Postillon de Madame) : personnage typique du Carnaval de Paris, attesté vers 1830[1]. Il chevauche une monture imaginaire : un cheval sans jambes monté sur une roue de voiture.

- Adam, Adolphe Charles (1803-1856) : compositeur de musique festive de danses de Paris au XIXe siècle, auteur de nombreux opéras-comiques dont Le Châlet, Le Toréador, Le Postillon de Longjumeau et de ballets, le plus connu étant Giselle.

- Aerts, Félix : compositeur de musique festive de danses de Paris au XIXe siècle.

- Albanois : albanais, Personnage typique du Carnaval de Paris au XVIIe siècle[2].

- Albaret, Marie : une des deux demoiselles d'Honneur de Jeanne Troupel Reine des Reines de Paris 1905[3].

- Amazone : personnage typique du Carnaval de Paris au XVIIe siècle[2]. Il s'agit peut-être d'un costume féminin.

- Amedée (Mme) : Reine de la société festive et carnavalesque parisienne Les Gueux lors de la Mi-Carême 1881 : « La reine - Mme Amedée - est une femme charmante, sauf le respect que nous devons aux reines du jour[4]. »

- Amelot, Jeanne : Reine de l'Union Syndicale de la Charcuterie 1911[5].

- Amis des Dames (les) : Société bachique et chantante de la Courtille dans la banlieue de Paris en 1830[6].

- Amis de l'Entonnoir (les) : Société bachique et chantante au Sauvage, barrière des Martyrs, dans la banlieue de Paris en 1830[6].

- Amitié (Cercle de l') : société bachique et chantante de la barrière Rochechouart dans la banlieue de Paris en 1830[6].

- Anacréon (Société d') : société bachique et chantante chez Royer, à Belleville dans la banlieue de Paris en 1830[6].

- Ancessy, Joseph (1800-1871) : compositeur de musique festive de danses de Paris au XIXe siècle.

- Anglais (Chapelain) : personnage typique du Carnaval de Paris, attesté vers 1830[1].

- Anglais (Général) : personnage typique du Carnaval de Paris, attesté vers 1830[1].

- Anschütz, Jacques-Albert (1835-1902) : compositeur de musique festive de danses de Paris au XIXe siècle.

- Arban, Jean-Baptiste (1825-1889) : compositeur de musique festive de danses de Paris au XIXe siècle. Chef d'orchestre du Casino et des bals de l'Opéra. Auteur de la Grande méthode complète de cornet à pistons et de saxhorn (1864), qui fait encore référence. Très prolifique et célèbre en son temps, a souvent collaboré avec A. Fessy.

- Arlésienne : personnage typique du Carnaval de Paris, attesté vers 1830[1].

- Armée du Chahut (L') : nom carnavalesque que les étudiants parisiens adoptèrent lors de leur participation au cortège de la Mi-Carême 1893.

- Armée du Chahut (L') : chansonnette, paroles de Georges Delesalle, musique de Émile Galle, créée vers 1893 par Mme Gabrielle Lange à l'Eldorado et Mlle Juliette Perrin à l'Alcazar d'Hiver. L'héroïne de cette chanson est une vendeuse du journal carnavalesque En avant sorti par les étudiants parisiens à l'occasion de la Mi-Carême 1893 et que vendaient des jeunes filles sur le parcours de l'Armée du Chahut.

- Artus, Alexandre (1821-1911) : compositeur de musique festive de danses de Paris au XIXe siècle.

- Artus, Amédée (1815-1892) : compositeur de musique festive de danses de Paris au XIXe siècle.

- Asaert, Magda : Reine d'Ostende venue pour la Mi-Carême 1909[7].

- Audran Edmond (1842-1901) : compositeur de musique festive de danses de Paris au XIXe siècle, auteur de nombreux opéras-bouffes et opérettes, la plus connue étant La Mascotte.

- Auvray, Georges (1858-1931) : compositeur de musique festive de danses de Paris au XIXe siècle.

## B
- Badouillards (les) : société festive et carnavalesque étudiante parisienne, dont l'existence est attestée, en février 1833[8]. Elle est mentionnée également dans le Carnaval du Galopin.

- Bal Bullier : célèbre établissement de danse parisien. Il exista de 1847 à 1907 et fut le plus grand bal de Paris.

- Bal des Quat'z'Arts : organisé pour la première fois en 1892, le bal des Quat'z'Arts réunissait les élèves en architecture, peinture, sculpture et gravure. C'était une grande fête carnavalesque parisienne préparée, chaque printemps, par les étudiants de l'École nationale des beaux-arts de Paris. Elle fut créée à l'initiative de l'architecte Guillaume, Grand Massier de l'École des Beaux-Arts. Mondialement célèbre, ce bal s'est déroulé jusqu'en 1966. Il a été relancé en 2012.

- Bal Mabille : établissement de danse fondé par les Frères Mabille en 1844 et devenu en peu de temps l'établissement le plus en vogue du Paris de l'époque. Pilodo y fut chef d'orchestre. Alfred Musard, fils de Philippe Musard, en fut un des propriétaires.

- Balmadier, Sarah : une des deux Reines des Reines concurrentes, en 1904. Il s'agit de celle de la rive gauche. L'autre, celle de la rive droite, est Mlle Leclinf[9].

- Bal du Moulin Rouge : célèbre établissement de danse à Montmartre fondé en 1889 par Charles Zidler et Joseph Oller. Les parades que le bal du Moulin Rouge organisait dans la rue, durant le Carnaval de Paris, étaient fameuses et très remarquées. Le bal du Moulin Rouge fut transformé en théâtre-concert en 1902, puis en music-hall en 1904. Il reste un symbole de la gaîté parisienne, connu dans le monde entier.

- Bal de l'Opéra : le plus célèbre des bals du Carnaval de Paris créé par une Ordonnance royale signée par le Régent le 31 décembre 1715. Il avait lieu, durant la période du Carnaval à raison de deux bals par semaine, la salle ouvrant à minuit. Il existait encore à la fin du XIXe siècle.

- Bal du théâtre de la Renaissance : fameux bal du carnaval parisien. C'est là que Jean-Baptiste Joseph Tolbecque dirigea pour la première fois, en 1839, le Galop des tambours, immense succès des Carnavals de Paris 1839 et 1840.

- Balochards (Les) : société festive et carnavalesque qui a existé à Paris au XIXe siècle. Elle est mentionnée avant 1854 dans le Carnaval du Galopin.

- Barbier, Eugénie : reine de la Renaissance des Halles 1900[10] et 1909[11]. Son portrait, dessiné et gravé, d'après une photo d'Eugène Pirou, est paru dans le Petit Journal, du 22 mars 1900. Sa photo est parue dans le Petit Parisien, du 22 février 1909.

- Bataille, Lucile : reine des Reines de Paris 1920[12].

- Battmann, Jacques Louis : compositeur de musique festive de danses de Paris au XIXe siècle.

- Baudel (Mlle) : une des deux demoiselles d'Honneur de Hélène Rouzaire, Reine des Marchés découverts 1909[13].

- Baudet : personnage typique du Carnaval de Paris au XVIIe siècle[2].

- Bavaroise : personnage typique du Carnaval de Paris, attesté vers 1830[1].

- Bayer, Joseph : compositeur de musique festive de danses de Paris au XIXe siècle.

- Becs-Salés (Les) : société festive parisienne fondée en 1877. Elle est connue par un article du journal Le Monde Illustré, du 5 juin 1881 consacré à sa sortie à l'occasion du Lundi de Pentecôte : « La joyeuse société des Becs-Salés, composée d'un grand nombre de négociants de Montmartre, de la Chapelle, des Batignolles, a fait lundi 24 mai, sa première excursion dans d'immenses chars à bancs. En tête du cortège et dans la première voiture était la musique et la bannière entourée de saucissons, de harengs-saurs, d'écrevisses et d'autres victuailles. Le cortège a excité sur tout son passage une franche gaieté : ses membres en amusant les autres, se sont franchement amusés aussi. Les lanternes vénitiennes qui ornaient les chars ont été allumées au retour. » La bannière, visible sur le dessin de M. Kauffmann qui accompagne l'article, porte l'inscription : « Société des becs salés 4e année ».

- Bellegueule, Céline : une des deux demoiselles d'Honneur de Lebeau (Mlle) et Louvet, Reine et Roi du lavoir Sainte-Marie 1900[10].

- Belvéder (Société du) : société bachique et chantante à Menil-Montant dans la banlieue de Paris en 1830[6].

- Bergére : personnage typique du Carnaval de Paris au XVIIe siècle[2].

- Bernard, Georges : compositeur de musique festive de danses de Paris au XIXe siècle.

- Berneau, Berthe : reine du Marché Saint-Quentin 1909[11]. Elle est blonde, son élection est rapportée par un quotidien du 15 février 1909, et a dû avoir lieu vers ce moment-là[13]. Sa photo est parue dans le Petit Parisien, du 15 février 1909.

- Bernoise : personnage typique du Carnaval de Paris, attesté vers 1830[1].

- Bert, Alfred : compositeur de musique festive de danses de Paris au XIXe siècle.

- Bertrand : personnage typique du Carnaval de Paris, attesté vers 1830[1]. Il est associé avec un autre personnage, son ami Robert Macaire[14].

- Bessier (Mlle) : une des quatre demoiselles d'Honneur d'Elisabeth Kollen Reine du Commerce de Metz venue pour la Mi-Carême 1920[15].

- Blanche, Rosa : reine des Reines de Paris 1906[16].

- Blanchisseuses (Fête des) : avec la Promenade du Bœuf Gras, c'est, à la Mi-Carême, l'autre grand temps fort traditionnel du Carnaval de Paris. La Mi-Carême est, de facto, la Fête des femmes de Paris, dans le cadre du déjà très féminin Carnaval de Paris. Les harengères, puis les blanchisseuses, dansent, chantent, boivent, mangent, élisent des reines et rois, se costument et défilent, à l'occasion de la Mi-Carême. Avant elles, s'illustrent au Carnaval, d'autres corporations féminines : les Écosseuses des Halles et les Marchandes d'oranges. Il existe, au moins dès 1830, une reine des blanchisseuses de Paris. À partir de 1891, les blanchisseuses, qui organisent la fête, sont spoliées de son organisation par les maîtres de lavoirs, dirigés par Morel. Ceux-ci sont ensuite remplacés par les responsables des Halles et marchés, en 1895, et enfin par le Comité des fêtes de Paris (organisme privé, dirigé par Léon Brézillon), en 1903. La Fête des Blanchisseuses, victime de ses organisateurs, disparu dans les années 1930. Sa renaissance a été proposée.

- Bœuf Gras volant : bœuf en baudruche, grandeur nature, présenté passage Jouffroy, à Paris, au moment des Jours Gras de 1867 et envolé place du Carrousel en 1868.

- Bœuf Gras volant de Franceschina Gianni : projet de cartonnage de Carnaval, évocation du Bœuf Gras volant de 1868, sautant sur Paris. Habillé d'une brassière à bébé, il tient une ancre et un parapluie microscopique, lui servant de parachute. Le bœuf, motif central de ce dessin, a servi à orner un certain nombre de documents promotionnels du Carnaval de Paris, de 1994 à 1997. Il faisait partie du projet de renaissance du Carnaval de Paris, prévu pour février 1995 et qui dut être annulé, faute d'autorisation. Voir, à ce propos : Annonce du Carnaval du Bœuf Gras de Paris 1995.

- Bohlman-Sauzeau, Henri (Henri Bohlman dit): compositeur de musique festive de danses de Paris au XIXe siècle.

- Boirault (Mlle) : une des deux demoiselles d'Honneur de Hélène Rouzaire Reine des Marchés découverts 1909[13].

- Bongiovani, Pierina : une des cinq demoiselles d'Honneur accompagnant Rosina Ferro-Pia Reine du Marché de Porta Palazzo, à Turin, venue à Paris pour la Mi-Carême 1905. Chaque demoiselle d'honneur représente une des cinq provinces du Piémont][17].

- Bonhomme (Mlle) : reine des Reines de Paris 1894. Ses deux demoiselles d'Honneur sont Bouffé et Félicie Pierre.

- Bosco, Marianne : une des cinq demoiselles d'Honneur accompagnant Rosina Ferro-Pia Reine du Marché de Porta Palazzo, à Turin, venue à Paris pour la Mi-Carême 1905. Chaque demoiselle d'honneur représente une des cinq provinces du Piémont[17].

- Bosisio : compositeur de musique festive de danses de Paris au XIXe siècle.

- Bouffé (Mlle) : une des deux demoiselles d'Honneur de Bonhomme Reine des Reines de Paris 1894.

- Bourgeois (Mlle) : une des quatre demoiselles d'Honneur d'Elisabeth Kollen, Reine du Commerce de Metz, venue à Paris, pour la Mi-Carême 1920[15].

- Bouyssou, Germaine : demoiselle d'Honneur de Jeanne Amelot Reine de l'Union Syndicale de la Charcuterie 1911[5].

- Boullard, Marius : compositeur de musique festive de danses de Paris au XIXe siècle.

- Boullard, Victor : compositeur de musique festive de danses de Paris au XIXe siècle.

- Bourdeau, Emile : compositeur de musique festive de danses de Paris au XIXe siècle.

- Bousquet, Narcisse (ca. 1800-1869) : compositeur de musique festive de danses de Paris au XIXe siècle. Chef d'orchestre du bal Barthélémy, en 1863.

- Brazova, Ruzena : reine tchèque, venue de Prague, pour la Mi-Carême 1910[18].

- Bréguat (Mlle) : reine des Reines de Paris 1913[19].

- Bréviaire du carabin : célèbre recueil de chansons paillardes des étudiants en médecine de France.

- Broustet, Edouard (1836-1901) : compositeur de musique festive de danses de Paris au XIXe siècle.

- Bucalossi, Pedro : compositeur de musique festive de danses de Paris au XIXe siècle.

- Buchet, Germaine : reine du 12e arrondissement et Reine des Reines de Paris 1922. Elle a été filmée, avec les 19 autres reines de Paris, par les Actualités Eclair (voir la Filmographie du Carnaval de Paris).

- Bürgmuller, Frédéric : compositeur de musique festive de danses de Paris au XIXe siècle.

## C
- Cadet : décorateur, créateur du char 8, « la Danse », pour le cortège de la Mi-Carême 1911[5].

- Camier, Henriette : esmeralda des forains et une des quatre demoiselles d'Honneur de Georgette Fraigneux, Reine de Paris 1925[20].

- Canne à pêche : accessoire d'un personnage typique du Carnaval de Paris, qui ne porte pas de nom et est attesté vers 1830[1]. Costumé et monté sur un âne il a une canne à pêche avec au bout une friandise ou un jouet que les enfants cherchent à attraper.

- Capitainerie (La) : barrière des trois Couronnes. Société bachique et chantante de la banlieue de Paris en 1830[6].

- Carême-prenant : synonyme de Carnaval, utilisé à Paris, à égalité avec lui, jusqu'au XIXe siècle. On le trouve aussi orthographié différemment : Quaresmeprenant, par exemple.

- Carnaval du Galopin  : trilogie Carnavalesque, paroles de Ernest Bourget, musique de A. Marquerie. Cette Trilogie Carnavalesque consiste en une alternance de morceaux parlés et chantés. Cette œuvre, dédiée à M. Félicien, a été écrite pendant la période d'activité parisienne de Philippe Musard (1830-1854). Elle compte 4 pages imprimées plus une page illustrée de couverture, où figurent deux personnages costumés et derrière eux le défilé de la Promenade du Bœuf Gras.

- Carnaval de Paris : le Carnaval de Paris fut longtemps un des plus importants du monde. Succédant à la Fête des Fous, il est une très grande fête, dès le XVIe siècle. Il a connu une éclipse et a été oublié durant une cinquantaine d'années, du début des années 1950 jusqu'à 1993. Ses principaux cortèges sont ceux de la Promenade du Bœuf Gras et des reines des blanchisseuses, à la Mi-Carême. Auxquels s'est ajoutée, de 1822 aux années 1860, la célèbre parade carnavalesque de la descente de la Courtille. Au Carnaval de Paris fut lancé mondialement le confetti, en décembre 1891 et inventé le serpentin en 1892.

- Carnaval de Paris en 1589 : pierre de l'Estoile nous a laissé dans son journal une description du Carnaval cette année-là[21]. Durant les jours gras eurent lieu des manifestations à caractère orgiaque, les participants et participantes défilant entièrement nu(e)s.

- Carnaval de Paris en 1831 : il eut pour originalité que cette année-là, la fête et l'émeute se juxtaposèrent sans se déranger mutuellement. Cette originalité a été soulignée par la presse contemporaine de l'événement, ainsi que par nombre d'auteurs, qui citent généralement l'« Histoire de dix ans » de Louis Blanc.

- Carnaval de Paris sous Louis XVI : il nous est connu et notamment les jours gras de 1789 par le journal de Siméon-Prosper Hardy.

- Cartier, M. : roi de la Renaissance des Halles 1900[10].

- Catéchisme du Carnaval ou l'art de se dire de gros mots sans se fâcher ni fâcher personne ; répertoire de gaité à l'usage des amis de la joie ; par le secrétaire perpétuel de l'Académie des Badouillards, Flambards, Chicards, Braillards et autres Sociétés buvantes[22] : ouvrage carnavalesque paru à Paris en 1844. Ce livre nous apprend notamment qu'au Carnaval de Paris la Société des Badouillards a pris la place de la Société des Cochons.

- Cattez, Berthe : reine de l’Élégance, une des quatre reines de Calais, venue à Paris, pour la Mi-Carême 1906[23].

- Cercle de l'Amitié : voir Amitié (Cercle de l').

- Cercle de l'Union : voir Union (Cercle de l').

- Cere, Richard : compositeur de musique festive de danses de Paris au XIXe siècle.

- Chapelain Anglais : voir Anglais (Chapelain).

- Chapelon : personnage typique du Carnaval de Paris attesté vers 1830[1].

- Chassin : décorateur, créateur des chars 3 et 6 : « Le "Lachez tout", Char dirigeable » et « la Poésie (époque romaine) », pour le cortège de la Mi-Carême 1911[5].

- Chaudoir, Félix (1856-1904) : compositeur de musique festive de danses de Paris au XIXe siècle. Chef d'orchestre du Jardin de Paris.

- Chicards (Les) : société festive et carnavalesque qui a existé à Paris au XIXe siècle. Elle est mentionnée avant 1854 dans le Carnaval du Galopin. Il s'agit également d'un personnage typique du Carnaval de Paris.

- Chienlit : célèbre costume du Carnaval parisien. Initialement, son nom s'écrivait chie-en-lit. Il consistait en une chemise de nuit au postérieur barbouillé de moutarde. Le mot chienlit est parfois utilisé comme synonyme de masque ou déguisement : le carnaval et ses chienlits. Il a laissé, dans la langue française, une expression synonyme de désordre.

- Chinois : personnage typique du Carnaval de Paris au XVIIe siècle[2]. Il connaît à Paris plusieurs siècles de succès non démenti et est encore à la mode au XXe siècle.

- Chinois (Harmonica) : personnage typique du Carnaval de Paris, attesté vers 1830[1].

- Chinois (Timbalier) : couple de personnages typiques du Carnaval de Paris, attesté vers 1830[1]. L'un d'eux frappe sur une timbale que l'autre porte sur son dos.

- Chinoise : personnage typique du Carnaval de Paris, attesté vers 1830[1].

- Clerc : personnage typique du Carnaval de Paris au XVIIe siècle[2].

- Clistorel (Monsieur) : personnage typique du Carnaval de Paris, attesté vers 1830[1]. Médecin genre Molière, avec perruque poudrée et portant un énorme clystère.

- Charte des Badouillards (Grande) : texte comique carnavalesque parisien datant de 1844. Son contenu nous est connu par le Catéchisme du Carnaval ou l'art de se dire de gros mots sans se fâcher ni fâcher personne ; répertoire de gaité à l'usage des amis de la joie ; par le secrétaire perpétuel de l'Académie des Badouillards, Flambards, Chicards, Braillards et autres Sociétés buvantes[22].

- Chocque, Eugénie : avec sa sœur Thérèse, est une des deux demoiselles d'Honneur d'Eugénie Leduc, Reine de la Rive gauche 1909. Son élection est rapportée par un quotidien du 15 février 1909, et a dû avoir lieu vers ce moment-là[13]. En 1910, Eugénie Chocque est demoiselle d'Honneur de sa sœur, Thérèse, qui est, brièvement, Reine des Reines de Paris 1910. Les journaux orthographient son nom, pour certains : « Chocque », et pour d'autres : « Choque ».

- Chocque, Thérèse : les journaux orthographient son nom, pour certains : « Chocque », et pour d'autres : « Choque ». Elle est, d'abord, une des deux demoiselles d'Honneur d'Eugénie Leduc, Reine de la Rive gauche 1909. L'élection de cette reine, avec ses deux demoiselles d'Honneur, les sœurs Eugénie et Thérèse Choque, est rapportée par un quotidien du 15 février 1909, et a dû avoir lieu vers ce moment-là[13]. Thérèse Choque, l'année suivante, est élue Reine des Reines de Paris 1910, Eugénie devenant une de ses demoiselles d'Honneur[24]. Par la suite, Thérèse renonce à sa couronne, pour raisons de santé (officiellement « un gros rhume »). Elisa Gaillard prend la place de Thérèse Choque. « Au moment où, après sa descente du train, la jeune reine (tchèque, Ruzena Brazova) arrive dans le hall de la gare (de l'Est) accompagnée de M. Brézillon (président du Comité des fêtes de Paris) et des membres du comité (des fêtes de Paris), Mlle Elisa Gaillard, la nouvelle reine des reines, qui remplace Mlle Thérèse Choque, qu'un gros rhume a forcée à abandonner sa royauté, s'avance près d'elle, entourée de Mlles Vanek, ses demoiselles d'honneur, ainsi que de toutes les reines de Paris, et lui remet un superbe bouquet[25]. »

- Chollet (Mlle) le Jour : Une des deux demoiselles d'Honneur d'Hermance Taverney, Palès, déesse du Printemps de la Fête des Vignerons de Vevey 1905, venue à Paris participer aux fêtes de la Mi-Carême 1906[26].

- Chollet, Georgette : reine de l'Association Artistique du 13e Arrondissement 1911[5].

- Cochons (Société des) : Société festive et carnavalesque parisienne connue par le Catéchisme du Carnaval ou l'art de se dire de gros mots sans se fâcher ni fâcher personne ; répertoire de gaité à l'usage des amis de la joie ; par le secrétaire perpétuel de l'Académie des Badouillards, Flambards, Chicards, Braillards et autres Sociétés buvantes[22]. À la date de parution de cet ouvrage (1844), elle n'existait plus et lui avait succédé la Société des Badouillards.

- Cœurs-Sœurs : association festive féminine parisienne créée en référence à la Corda Fratres, qui organise la renaissance du cortège de la Mi-Carême le 15 mars 2009.

- Colombier : décorateur, créateur du char 9, « la Peinture », pour le cortège de la Mi-Carême 1911[5].

- Confetti : les confetti sont des petits morceaux de papier, parfois de plastique, qu'on lance lors de certaines fêtes ou célébrations. Les confetti sont généralement de différentes couleurs. Il exista même, autrefois, des confetti parfumés. Inventé en Italie, vers 1875, sa vogue mondiale fut initiée au Carnaval de Paris, à partir du début des années 1890. Le confetti forme un couple festif avec le serpentin.

- Confetti italien : on appelait ainsi jadis, à Paris, le confetti constitué de billes de plâtre. Il ne fut jamais utilisé à Paris.

- Les Confettis : chanson, paroles de Jean Meudrot, musique de Georges Hauser, créée en 1895 par Maréchal, à Trianon-Concert, et dédiée à « Messieurs Borney et Desprez, Innovateurs des Confettis Parisiens ».

- Contrastin, Julia : reine des Marchés découverts 1911[5].

- Coote : compositeur de musique festive de danses de Paris au XIXe siècle.

- Corda Fratres : première et à ce jour seule société festive et fraternelle mondiale. Elle prospéra depuis 1898 jusqu'à 1914-1915 dans le milieu universitaire. Elle compta des dizaines de milliers d'adhérents répartis sur les cinq continents. Ses principales sections étaient la française, la hongroise, l'italienne et la roumaine. Après sa disparition, elle n'eut pas de successeur.

- Cornac : voir Girafe et son Cornac (La).

- Coste, Yvonne : une des deux demoiselles d'Honneur d'Eugénie Barbier, Reine de la Renaissance des Halles 1909[27].

- Couder : compositeur de musique festive de danses de Paris au XIXe siècle.

- Coupez, Marguerite : demoiselle d'Honneur de Blanche Lemancel, Reine du Comité des Fêtes de la Rive Gauche 1911[5].

- Courbet (Mlle) : une des deux demoiselles d'Honneur de Berthe Berneau, Reine du Marché Saint-Quentin 1909[13].

- Courtille (La) : lieu de plaisir fameux chez les Parisiens, durant toute l'année et tout particulièrement durant le Carnaval de Paris. Le lieudit de la Courtille était divisé en Haute Courtille et Basse Courtille. La Haute Courtille était située juste au-delà de l'enceinte des Fermiers Généraux de 1788. La Basse Courtille était dans Paris. Dans la Haute Courtille, connue plus simplement sous le nom de la Courtille, prospéraient de nombreux établissements où on pouvait boire, manger et s'amuser. Et surtout le faire sans payer l'octroi, douane citadine qui existait à Paris et était prélevée à l'entrée dans la ville, "aux barrières", comme on disait à l'époque. À la suite de l'extension de Paris, en janvier 1860, les prix de la Courtille inclurent les taxes de l'octroi et entrainèrent son déclin, qui demanda cependant, au moins, quelques années.

- Courtois, Paul : compositeur de musique festive de danses de Paris au XIXe siècle.

- Courtuge (Mlle) : une des quatre demoiselles d'Honneur d'Elisabeth Kollen, Reine du Commerce de Metz, venue à Paris, pour la Mi-Carême 1920[15].

- Crotat : décorateur, créateur des chars : 2 « Énigme », 5 « des Fleurs », 7 « la Sculpture » et 10 « la Musique », pour le cortège de la Mi-Carême 1911[5].

## D
- Daniele, Giuseppe (1814-1890) : compositeur de musique festive de danses de Paris au XIXe siècle.

- Danse (Char de la) : huitième char de la Mi-Carême 1911 créé par Cadet[5].

- Dauray (Mlle) : reine des Matelotes boulonnaises venue à Paris pour la Mi-Carême 1914[28].

- Débardeur ou débardeuse : Personnage typique du Carnaval de Paris au XIXe siècle. Il s'agit d'une tenue féminine constituée d'un débardeur ou pantalon masculin de préfèrence très moulant et très érotique pour l'époque. En dehors de la période du Carnaval le port du pantalon était interdit aux femmes, sauf dérogation nécessitant une autorisation de la police, délivrée sur la foi de l'ordonnance d'un médecin attestant la nécessité médicale de porter un tel vêtement. Le débardeur fut immortalisé notamment par les gravures de Paul Gavarni et les caricatures de Cham consacrées au Carnaval de Paris. Un relief assez abimé figurant un débardeur est visible sur le socle du buste de Paul Gavarni place Saint-Georges, à Paris.

- Débardeurs (Les) : recueil d'estampes de Paul Gavarni (1848) consacré aux débardeurs (voir : Débardeur ou débardeuse).

- Debillemont, Jean-Jacques-Joseph (1824-1879) : compositeur de musique festive de danses de Paris au XIXe siècle.

- Decker, Marcelle : reine des Marchés du Temple, 1911[5].

- Decourcelle, Henri (d) : compositeur de musique festive de danses de Paris au XIXe siècle.

- Dédé, Eugène : compositeur de musique festive de danses de Paris au XIXe siècle, originaire des Antilles.

- De Groot, Adolphe : compositeur de musique festive de danses de Paris au XIXe siècle.

- Delabarre, Henriette : reine des Reines de Paris 1892. « Quoi qu'il en soit, la reine des reines, celle des blanchisseuses, dont nous publions la photo, est remarquablement jolie. Elle se nomme Henriette Delabarre. Elle a été élue par les autres reines, au scrutin et au premier tour, par une trentaine de souveraines de lavoir qui ont donné aux membres du parlement une leçon de justice en s'inclinant devant la grâce, devant la beauté de leur compagne. Mlle Delabarre a seize ans. Blonde, la taille élancée, très aimable, très enjouée, elle fera, dans sa riche parure d'un jour, grand honneur à sa corporation, et tout Paris s'apprête à lui faire cortège. Elle habite rue des Trois-Couronnes et travaille avec sa mère, reine aussi jadis, et sa jeune sœur au lavoir Moderne de la rue Oberkampf[29] ».

- Delabérette : roi, compagnon de Marie-Louise Grimm, Reine des Reines de Paris 1895[30].

- Delapierre, Monique : reine du 5e arrondissement et une des quatre demoiselles d'Honneur de Georgette Fraigneux, Reine de Paris 1925[20].

- Delove (Mlle) : une des quatre compagnes de Dauray reine des Matelotes boulonnaises venue à Paris pour la Mi Carême 1914[28].

- Delpierre (Mlle) : une des quatre compagnes de Dauray reine des Matelotes boulonnaises venue à Paris pour la Mi Carême 1914[28].

- Demais (Mlle) : une des quatre compagnes de Dauray reine des Matelotes boulonnaises venue à Paris pour la Mi Carême 1914[28].

- Deransart, Ed. : compositeur de musique festive de danses de Paris au XIXe siècle.

- Derender, Germaine : reine de la Dentelle, une des quatre reines de Calais, venue à Paris, pour la Mi-Carême 1906[23].

- Desblins, Auguste (18..-1879) : compositeur de musique festive de danses de Paris au XIXe siècle, chef d'orchestre des bals du Wauxhall.

- Descente de la Courtille : célèbre parade carnavalesque qui exista, depuis 1822 jusqu'aux années 1860. Elle partait, le matin du mercredi des Cendres, de la barrière de Belleville, qui se situait là où se trouve aujourd'hui le carrefour de Belleville. Elle allait jusqu'à la Seine, en passant par la rue du Faubourg-du-Temple, la place du Château d'Eau (aujourd'hui, place de la République) et la rue du Temple.

- Desgranges, F. : compositeur de musique festive de danses de Paris au XIXe siècle. Chef d'orchestre de la présidence.

- Desjardins : chef d'orchestre de l'Harmonie des Fêtes de Paris (80 exécutants), au cortège de la Mi-Carême 1911[5].

- Desormes, L.C. : compositeur de musique festive de danses de Paris au XIXe siècle.

- Dessane, Antoine : compositeur de musique festive de danses de Paris au XIXe siècle, émigré au Québec.

- Dessaux, Louis : compositeur de musique festive de danses de Paris au XIXe siècle.

- Dif, Jeanne : reine du Marché du Temple 1909[11]

- Les Disciples de Bacchus, barrière des trois Couronnes : Société bachique et chantante de la banlieue de Paris, en 1830[6].

- Djerbi, Sofia : couturière professionnelle de Gennevilliers, qui a réalisé la chemise du Géant-Bœuf, en 1998.

- Don Quichotte : personnage typique du Carnaval de Paris, attesté vers 1830[1].

- Dozier (Mme) : reine-mère du lavoir Sainte-Marie 1900, de la rue du Maine[10].

- Drolet, Louise : voir Rolet Louise.

- Dubo : professeur et directeur de l'Estudiantina des Fêtes de Paris en 1911[5].

- Duchène, Alice : une des deux demoiselles d'Honneur d'Eugénie Barbier Reine de la Renaissance des Halles 1909[27].

- Dufils, Léon (d) : compositeur de musique festive de danses de Paris au XIXe siècle.

- Dufoulloy, Henriette : reine des Reines de Paris 1896[31].

- Dufour, Louis : compositeur de musique festive de danses de Paris au XIXe siècle.

- Duprey, Henriette : reine du Marché de la Chapelle 1909[11].

- Dusson, Amélie : une des deux demoiselles d'Honneur de Jeanne Gabrielle Reine de la Renaissance Amicale des Halles 1911[5].

- Dutertre, Louise : reine du Courgain, quartier maritîme de Calais venue à Paris pour la Mi-Carême 1909[7].

- Duvernoy, J.B. : compositeur de musique festive de danses de Paris au XIXe siècle.

## E
- Écosseuses des Halles (les) : corporation féminine très joyeuse et active dans le Carnaval de Paris vers 1750.

- Écureuils (les) : chez Desnoyez, à la Courtille. Société bachique et chantante de la banlieue de Paris en 1830[6].

- En Avant : nom du journal édité par les étudiants parisiens à l'occasion de leur participation au cortège de la Mi-Carême 1893 et vendu le long du parcours du défilé par des jeunes filles.

- Enfans de Linus (les) : à la Rotonde, à Austerlitz. Société bachique et chantante de la banlieue de Paris en 1830[6].

- Enfans de Momus (les) : barrière des trois Couronnes. Société bachique et chantante de la banlieue de Paris en 1830[6].

- Enfans de Momus (les) : au Moulin d'Amour. Société bachique et chantante de la banlieue de Paris en 1830[6].

- Enfans d'Erigone (les) : au Panthéon, barrière d'Enfer. Société bachique et chantante de la banlieue de Paris en 1830[6].

- Énigme : nom du deuxième char de la Mi-Carême 1911, créé par le décorateur Crotat[5].

- Épicuriens (les) : chez Cognié, à la Villette. Société bachique et chantante de la banlieue de Paris en 1830[6].

- Épinal : une image d'Épinal représente le Bœuf Gras parisien.

- Estève, Rafaël : artiste français, d'origine espagnole, né en 1926 à Sabadell. Après des études de scénographie à Barcelone, il arrive en France en 1950. Scénographe, décorateur, marionnettiste, il réalise, notamment, les décors pour la célèbre série télévisée française « Le Manège enchanté », dont il crée également certains personnages, et, durant six ans, des décors et costumes pour le Festival d'opéra de Saint-Céré. Dans le domaine festif, il crée des chars pour la Fête de la Rosière, à Nanterre. Dès 1994, il soutient bénévolement les efforts développés pour la renaissance du Carnaval de Paris. Il réalise notamment : la mise en page de la brochure promotionnelle du Carnaval de Paris en novembre 1994, la création du minibœuf en bois, en 1996, du Géant-Bœuf (en collaboration avec sa fille, Ophélie Esteve et Sofia Djerbi), et du costume des Fumantes de Pantruche, en 1998. Il participe à la réalisation du logo de l'Association pour la Promotion du Carnaval de Paris en 1994, à celle de l'affiche pour le cortège du Bœuf Gras 1995 qui ne peut avoir lieu faute d'autorisation pour défiler[32], et de l'affiche de la renaissance du Carnaval de Paris en 1998.

- Estudiantina des Fêtes de Paris : ensemble de violons et mandolines, faisant partie du Comité des Fêtes de Paris et dirigé par Dubo. En 1911 sa reine, pour la Mi-Carême est Mlle Jeanne Renaud. Il répétait, à raison de trois heures par semaine, le dimanche matin[5].

- Ettling, Émile : compositeur de musique festive de danses de Paris au XIXe siècle.

## F
- Falize, Juliette : demoiselle d'Honneur de Marcelle Decker, Reine des Marchés du Temple 1911[5].

- Farfadet : personnage typique du Carnaval de Paris au XVIIe siècle[2].

- Fauchey, Paul : compositeur de musique festive de danses de Paris au XIXe siècle.

- Fermote, Hélène : reine de la Pêche, une des deux demoiselles d'Honneur de Magda Asaert, reine d'Ostende, venue à Paris, pour la Mi-Carême 1909[7].

- Ferro-Pia, Rosina : reine du Marché de Porta Palazzo, à Turin. Elle fut aussi appelée, à l'époque, à Turin, Reginetta palatina, petite reine palatine, en référence à la Porta Palatina, monument antique romain situé à côté du marché. Employée en boucherie, élue en 1904. Avec Maria Nulli, reine des marchés de Milan, elle est une des deux reines italiennes qui participent à Paris à la Mi-Carême 1905. Sa délégation compte 200 personnes, au nombre desquelles, cinq demoiselles d'Honneur, Pierina Bongiovani, Marianne Bosco, Emma Manarello, Nathalina Molano et Rosina Teralla, figurant les cinq provinces du Piémont. Pour des querelles de préséance de leurs reines respectives, les deux délégations italiennes se disputèrent à Paris[33].

- Fessy, Alexandre-Charles (1804-1856) : compositeur de musique festive de danses de Paris au XIXe siècle. Il a souvent collaboré avec Arban.

- Fête des Blanchisseuses : voir Blanchisseuses (Fête des)

- Fèbvre, Frédéric : compositeur de musique festive de danses de Paris au XIXe siècle.

- Flambarts (Les) : à Montmartre. Société bachique et chantante de la banlieue de Paris dont l'existence est attestée en 1830[6]. Elle apparaît également dans le Carnaval du Galopin.

- Fleurs (Char des) : char 5, du cortège de la Mi-Carême 1911, créé par le décorateur Crotat[5].

- Fleurs (Reines des) : reines venues de Prague, à Paris, avec une délégation du Syndicat des Horticulteurs tchèques, conduite par M. de Cenkow, syndic de la municipalité de Prague[34], pour participer à la Mi-Carême 1911. Elles étaient au nombre de trois : Bozena Skoupova, Aneta Horova et Héléna Sykorova (une quatrième reine était initialement prévue, Lausmannova). Bozena fut élue à Paris, Reine des reines des fleurs[35].

- Fock, Alfred : compositeur de musique festive de danses de Paris au XIXe siècle.

- Fossey, Léon : compositeur de musique festive de danses de Paris au XIXe siècle.

- Fraigneux, Georgette : dactylographe, reine du 20e arrondissement, Reine de Paris 1925[20].

- Franceschina Gianni : artiste sculpteur et carnavalier italien du Piémont, auteur de chars de Carnaval animés, notamment. En 1994, il s'est proposé pour créer le Bœuf Gras volant, cartonnage de carnaval, à parachuter sur Paris, lors de la renaissance du Carnaval de Paris, prévue pour février 1995. Faute d'autorisation, cette fête ne put avoir lieu. Voir, à propos du Bœuf Gras volant de Franceschina Gianni, la page Engins volants du Carnaval de Paris

- Francs Buveurs : à Montmartre. Société bachique et chantante de la banlieue de Paris, en 1830[6].

## G

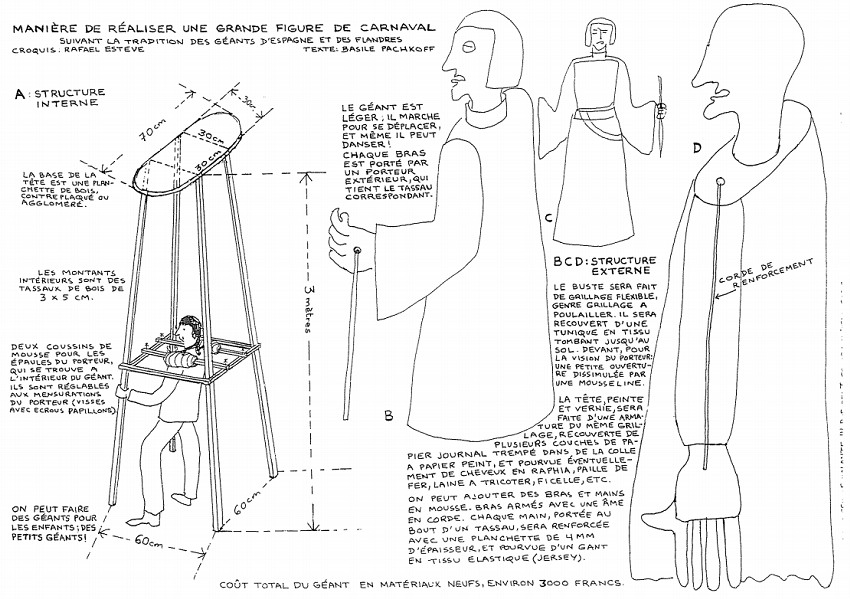
Schéma technique pour construire un géant.

- Gabrielle, Jeanne : reine de la Renaissance Amicale des Halles, 1911[5].

- Galop des tambours : très grand succès musical aux Carnavals de Paris 1839 et 1840. Il fut donné, pour la première fois, par son compositeur, Jean-Baptiste Joseph Tolbecque, au bal du théâtre de la Renaissance. L'orchestre comptait 40 tambours. Une partition de trois pages, pour pianoforte, existe de ce morceau. Les spécialistes y reconnaissent le fameux air du tradéridéra, qui fut utilisé un grand nombre de fois, comme air de diverses chansons. On ne sait pas si J.-B. J. Tolbecque en est l'auteur ou s'est inspiré de la musique de quelqu'un d'autre.

- Galop des trompettes : œuvre musicale de Philippe Musard, créée au Carnaval de Paris 1840, certainement en réponse au Galop des tambours, créé par J-B. J. Tolbecque, l'année précédente.

- Gangloff, Léopold : compositeur de musique festive de danses de Paris au XIXe siècle.

- Gauthier, Jeanne : une des deux demoiselles d'Honneur de Marie-Louise Grimm, Reine des Reines de Paris 1895[30]

- Gavarni, Paul : dessinateur et grand spécialiste du Carnaval de Paris.

- Géant-Bœuf (Le) : le Géant-Bœuf est un géant du Carnaval de Paris. Il est le premier créé, depuis le début de la renaissance du Carnaval de Paris, initiée en 1993. Il est sorti, pour la première fois, en juin 1998 et a défilé ensuite, chaque année, à la Promenade du Bœuf Gras. Il a été créé en 1998 par le scénographe, décorateur, marionnettiste Rafael Esteve, assisté de sa fille Ophélie. La chemise du géant a été réalisée par la couturière professionnelle Sofia Djerbi[37]. En janvier 2009 le Géant-Bœuf a été restauré et modifié par Alexandra Bristiel assisté de Basile Pachkoff. Après avoir défilé une dernière fois au Carnaval de Paris le 22 février 2009, le géant a péri dans un incendie, qui en juin de la même année, a détruit le lieu où il était entreposé en Corrèze.

- Géants : il y eut un certain nombre de géants au Carnaval de Paris. Parmi ceux-ci : un clown géant monté sur tricycle, en tête de la Cavalcade du Bœuf Gras 1897, un policier sur tricycle, en 1907, les géants de la famille Gayant, venus de Douai, en visite à Paris, le Géant-Bœuf.

- Général Anglais : voir Anglais (Général).

- Genevoise : personnage typique du Carnaval de Paris, attesté vers 1830[1].

- Geng, Ch. : compositeur de musique festive de danses de Paris au XIXe siècle.

- Gens à cheval, dos-à-dos : personnage typique du Carnaval de Paris au XVIIe siècle[2].

- Gérald-Vargues : compositeur de musique festive de danses de Paris au XIXe siècle.

- Germain, Hélène : reine du Marché des Carmes 1909[11]. Elle est brune, et est âgée de 19 ans[38]. Sa photo est parue dans le Petit Parisien, du 16 février 1909.

- Ghys, Henri : compositeur de musique festive de danses de Paris au XIXe siècle.

- Giglio Tos, Efisio (1870-1941) : Universitaire italien, créateur de la Corda Fratres en 1898.

- Gigomènes (Les) : chez Windor, en face de chez Cottin, à l'Entrée du Grand Montrouge. Société bachique et chantante de la banlieue de Paris en 1830[6].

- Giorza, Paul : compositeur de musique festive de danses de Paris au XIXe siècle.

- Girafe et son cornac (La) : personnages typiques du Carnaval de Paris, attestés vers 1830[1]. Il s'agit d'un couple formé par une girafe animé par deux personnes dissimulées sous ce déguisement, qu'accompagne une troisième personne costumée en cornac[39].

- Girod, Adrienne : une des deux demoiselles d'Honneur de Mlle Jeanne Amelot, Reine de l'Union Syndicale de la Charcuterie 1911[5].

- Godmé, Lucie : reine du Marché Lenoir 1911[5].

- Goguette (La) : chez Dormois, à la Courtille. Société bachique et chantante de la banlieue de Paris en 1830[6].

- Gomez, Mathilde : une des deux demoiselles d'Honneur de Concepcion Ledesma, Reine de Madrid, venue à Paris, pour la Mi-Carême 1906[40].

- Gommet (Mlle) : une des deux demoiselles d'Honneur de Berthe Berneau, Reine du Marché Saint-Quentin 1909[13].

- Gorgone : personnage typique du Carnaval de Paris au XVIIe siècle[2].

- Goudesone, Louis : compositeur de musique festive de danses de Paris au XIXe siècle.

- Gracioso (Le) : personnage typique du Carnaval de Paris attesté vers 1830[1].

- Grillet, Laurent : compositeur de musique festive de danses de Paris au XIXe siècle.

- Grimm, Marie-Louise : reine des Reines de Paris 1895[30].

- Grisar, Albert : compositeur de musique festive de danses de Paris au XIXe siècle.

- Gueux (Les) : société festive et carnavalesque des Halles de Paris, dont l'existence est attestée, lors de la Mi-Carême 1881 : « Les Gueux association de marchands, de porteurs, de commis et de négociants des Halles formaient un cortège de 200 personnes. Le roi, cette année, est un bijoutier, M. Munier. Il portait sa couronne avec une tranquillité qui peut lui être enviée par beaucoup de souverains de l'Europe. La reine - Mme Amedée - est une femme charmante, sauf le respect que nous devons aux reines du jour. Les Gueux sont partis à dix heures de la rue Berger. Ils ont fait aux Halles un déjeûner de Balthazar, puis, dans l'après-midi, ils ont parcouru les boulevards[4]. »

- Guillemet, Albertine : une des deux demoiselles d'Honneur de Blanche Lemancel, Reine du Comité des Fêtes de la Rive Gauche 1911[5].

- Gulliet, Alfred : compositeur de musique festive de danses de Paris au XIXe siècle.

- Guillot, Marcelle : reine de la Lyre d'Or 1914. Élue Reine des Reines de Paris, le soir du 21 février 1914, à la salle des Fêtes de la mairie du Xe arrondissement. « Huit concurrentes briguaient les suffrages, et après deux tours de scrutin fort animés, c'est Mlle Marcelle Guillot, une charmante couturière de dix-huit ans, demeurant avec sa mère, 30, rue Brancion, qui se vit remettre le sceptre suprême. ... M. Chassaigne-Goyon, président du Conseil municipal, a ceint la nouvelle souveraine de son écharpe aux couleurs de la Ville de Paris et lui a donné l'accolade[41]. ».

## H
- Hallé : décorateur, créateur du char 11 « la Reine des Reines », fermant le cortège de la Mi-Carême 1911[5].

- Harangère : personnage typique du Carnaval de Paris au XVIIe siècle[2].

- Harengères : corporation féminine parisienne jadis très impliquée dans le Carnaval de Paris.

- Harmonie des Fêtes de Paris : 80 exécutants, sous la direction de M. Desjardins. Elle fait partie du Comité des Fêtes de Paris et participe, avec sa Reine, Marie Rolland, au cortège de la Mi-Carême 1911[5].

- Hars (Mlle) : une des quatre compagnes de Dauray, reine des Matelotes boulonnaises, venue à Paris, pour la Mi Carême 1914[28].

- Hauser, Georges : compositeur de musique festive de danses de Paris au XIXe siècle.

- Hemmerlé, Joseph : compositeur de musique festive de danses de Paris au XIXe siècle.

- Henri, Yvonne : reine du 8e arrondissement et une des quatre demoiselles d'Honneur de Georgette Fraigneux, Reine de Paris 1925[20].

- Henrion, Paul : compositeur de musique festive de danses de Paris au XIXe siècle.

- Herman, Alphonse : compositeur de musique festive de danses de Paris au XIXe siècle.

- Hertel, P. : compositeur de musique festive de danses de Paris au XIXe siècle.

- Hervé (1825-1892) : compositeur de musique festive de danses de Paris au XIXe siècle.

- Hervé, Victorine : une des deux demoiselles d'Honneur de Augustine Orlhac, Reine des Reines de Paris 1909[11]

- Hirschmann, Henri : compositeur de musique festive de danses de Paris au XIXe siècle.

- Horova, Aneta : reine des fleurs, venue de Prague à Paris, pour la Mi-Carême 1911[35].

- Hubans, Charles : compositeur de musique festive de danses de Paris au XIXe siècle.

## I
- Image d'Épinal : Voir Épinal

- Impatiente Saint-Fargeau : vache limousine du Périgord. Exposée dans le stand du Carnaval, au Salon International de l'Agriculture et présentée dans le grand ring du salon, à la fin du Concours Général Agricole, en mars 1998. Elle incarna le Bœuf Gras traditionnel parisien, dans le cortège de renaissance du Carnaval de Paris, en septembre 1998.

- Italienne : personnage typique du Carnaval de Paris, attesté vers 1830[1].

- Izembert : reine des Reines de Paris 1926, élue du Comité général des fêtes (fédération des comités d'arrondissement)[42].

## J
- Jean-doucet : personnage typique du Carnaval de Paris au XVIIe siècle[2]. Figure de théâtre, valet de Scaramouche et personnage de franc nigaud[43].

- Jeannot Classique : personnage typique du Carnaval de Paris, attesté vers 1830[1].

- Jervis-Rubini, G. : compositeur de musique festive de danses de Paris au XIXe siècle.

- Jose, Henri : compositeur de musique festive de danses de Paris au XIXe siècle.

- Jours gras : temps fort du Carnaval de Paris. Au XVIIIe siècle ils débutaient le jeudi gras et se poursuivaient jusqu'au mardi gras. Au XIXe siècle ils commençaient le dimanche gras. Dans les années 1950 on ne se souvenait plus à Paris que du Mardi Gras, qui figurait en caractères gras, sur le calendrier des PTT, bien que n'étant plus officiellement férié pour personne depuis longtemps.

- Joyeux (les) : à l'Ile d'Amour. Société bachique et chantante de la banlieue de Paris en 1830[6].

- Joyeux Amis (les) : barrière Rochechouart. Société bachique et chantante de la banlieue de Paris en 1830[6].

- Juliano, A.P. : compositeur de musique festive de danses de Paris au XIXe siècle.

- Jullien, Louis-Antoine (Sisteron, 23 avril 1812 - Neuilly-sur-Seine, 14 mars 1860) : Il fut avec Philippe Musard l'un des deux plus illustres compositeurs de musique festive de danses de Paris au XIXe siècle.

- Juteau, Georgette : reine des Reines de Paris 1907[19].

## K
- Kart, Jacques : compositeur de musique festive de danses de Paris au XIXe siècle.

- Karoff, A. : compositeur de musique festive de danses de Paris au XIXe siècle.

- Kollen, Elisabeth : reine du Commerce de Metz, venue à Paris, pour la Mi-Carême 1920[15].

## L
- Labaume, Yvonne : une des deux demoiselles d'Honneur de Julia Contrastin, Reine des Marchés Découverts 1911[5].

- Lâchez-tout (le) : char dirigeable, troisième char de la Mi-Carême 1911, créé par le décorateur Chassin[5].

- Lamothe, Georges : compositeur de musique festive de danses de Paris au XIXe siècle.

- Lamotte, Antony : compositeur de musique festive de danses de Paris au XIXe siècle.

- Landrieu, Constance : une des deux demoiselles d'Honneur de Julia Contrastin, Reine des Marchés Découverts 1911[5].

- Lapins du Midi (les) : plaine Montrouge, à l'Ancien Terrier. Société bachique et chantante de la banlieue de Paris en 1830[6].

- Lapins Verts (les) : au Moulin Vert. Société bachique et chantante de la banlieue de Paris en 1830[6].

- Larbalestrier, Louis : garçon d'Honneur de Perret (Mlle) et André Moustier Reine et Roi des Gueux des Halles 1900[10].

- Largo al quadrupede (Laissez passer le quadrupède) : chœur chanté en coulisses, par les bouchers parisiens escortant la Promenade du Bœuf Gras, dans « La Traviata », opéra de Giuseppe Verdi (1853), dont l'action se passe à Paris, durant le Carnaval. Ses premiers mots sont : « Largo al quadrupede sir della festa, »« Laissez passer le quadrupède roi de la fête, ».

- Larifla (Le) : société festive et carnavalesque parisienne dont l'existence est attestée vers 1830. Elle est plutôt chic : « Ohé ! les Chicards, les Flambards, et autres membres des sociétés d'intempérance ! levez-vous, Balochards, Badouillards et Larifla ! Arrêtons-nous là ! Nous devons une mention particulière à cette dernière compagnie, renommée entre toutes par le bon ton de ses manières et l'élégance de son maintien. Le Larifla naquit il y a trois ans dans un cabinet particulier du café Anglais, ce rendez-vous de la jeunesse dorée et des lorettes sentimentales; il est l'enfant naturel d'un perdreau truffé et d'une bouteille de champagne.... Il se distingue par son amour filial, et cultive autant qu'il le peut son père et sa mère[44]. C'est le Larifla qui a inventé tous ces costumes brillants, scintillants, pimpants, luxuriants et excessivement décolletés, illustrés depuis par le crayon de Gavarni. Tout Paris sait par cœur les couplets échevelés des Larifla[45] ».

- Larray, Laure : demoiselle d'Honneur de Lucie Godmé, Reine du Marché Lenoir 1911[5].

- Laurent, Renée : reine du 10e arrondissement et une des quatre demoiselles d'Honneur de Georgette Fraigneux, Reine de Paris 1925[20].

- Lausmannova (Mlle) : une des quatre reines des fleurs, parties de Prague pour participer à la Mi-Carême 1911 à Paris. Elle n'alla pas jusqu'à Paris, car « prise d'une assez forte indisposition au cours du voyage, (elle) est retournée à Prague[46]. »

- Lazaroni : personnage typique du Carnaval de Paris, attesté vers 1830[1].

- Lebeau (Mlle) : reine du lavoir Sainte-Marie 1900, de la rue du Maine[10].

- Lecarpentier, A. : compositeur de musique festive de danses de Paris au XIXe siècle.

- Leclinf (Mlle) : une des deux Reines des Reines concurrentes, en 1904. Il s'agit de celle de la rive droite. L'autre, celle de la rive gauche, est Mlle Sarah Balmadier[9].

- Lecotté, Roger (1899 - 1991) : Historien, spécialiste du folklore, membre de la Société d'Ethnographie Française, de la Société Internationale d'Ethnologie et de Folklore, puis de la Société d'Ethnologie Française. Spécialiste de l'histoire des traditions populaires, il a écrit, en 1962 : « Paris sans fêtes populaires ! Telle est l'expression maintes fois entendue de visiteurs étrangers amis, pour qui les fêtes traditionnelles sont l'expression vivante d'une nation ou d'une ville et qui ne manquent pas de fréquenter les plus réputées. ... Nous laisserons-nous aller à broyer du noir sans réagir ? Avons-nous mérité cette pénitence ? Paris ne sera-t-il bientôt qu'un décor légendaire que les touristes, de moins en moins nombreux, achèveront de fréquenter ? ... Nous demandons pour Paris le retour de son Carnaval et de sa Mi-Carême[47]. »

- Ledesma, Concepcion : reine de Madrid, venue à Paris pour la Mi-Carême 1906[40].

- Leduc, Alphonse : compositeur de musique festive de danses de Paris au XIXe siècle.

- Leduc, Eugénie : reine de la Rive gauche 1909[11], modiste, blonde, 19 ans. Son élection est rapportée par un quotidien du 15 février 1909, et a dû avoir lieu vers ce moment-là[13]. Elle se passe au bal Bullier. 42 votants, soit la presque totalité des membres du Comité des fêtes de la Rive gauche, prennent part au vote. Eugénie Leduc, obtient 28 voix, et est élue Reine de la Rive gauche 1909. Sa photo est parue dans le Petit Parisien, du 15 février 1909.

- Lemancel, Blanche : reine du Comité des Fêtes de la Rive Gauche, 1911[5],[48].

- Lemoine, A. : compositeur de musique festive de danses de Paris au XIXe siècle.

- Léon, Laurent : compositeur de musique festive de danses de Paris au XIXe siècle.

- L'Éveillé, A. : compositeur de musique festive de danses de Paris au XIXe siècle.

- Ligner, Félix : compositeur de musique festive de danses de Paris au XIXe siècle.

- Lindheim, Adolphe : compositeur de musique festive de danses de Paris au XIXe siècle.

- Linck, Paul : compositeur de musique festive de danses de Paris au XIXe siècle.

- Loth, Jeanne : une des deux demoiselles d'Honneur de Jeanne Troupel, Reine des Reines de Paris 1905.[3]

- Louis, Arthur : compositeur de musique festive de danses de Paris au XIXe siècle.

- Louis, N. : compositeur de musique festive de danses de Paris au XIXe siècle.

- Louvet : roi du lavoir Sainte-Marie 1900, de la rue du Maine[10].

- Lovie, Alexandre (1831-18..) : compositeur de musique festive de danses de Paris au XIXe siècle.

- Lurons (les) : au Grand Turc, barrière Poissonnière. Société bachique et chantante de la banlieue de Paris en 1830[6].

- Lutteur masqué (le) : 1480 kilos, un des quatre Bœufs Gras qui défile en 1868. Il porte un loup en taffetas noir, d'où son nom[49].

## M

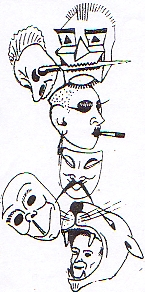
Masques en vente pour Mardi Gras 1927, à Paris. Au nombre de ceux-ci : la garçonne et le bolchevik au couteau entre les dents.

- Mabille (Frères) : fondateurs, en 1844, du Bal Mabille.

- Macaire (Robert) : personnage typique du Carnaval de Paris, attesté vers 1830[1]. Il est associé avec un autre personnage, son ami Bertrand[14].

- Maison Verte (la) : barrière des trois Couronnes. Société bachique et chantante de la banlieue de Paris, en 1830[6].

- Maître, Simone : reine de Paris 1926[51].

- Malinowsky, Victorine : une des deux demoiselles d'Honneur de Marie-Louise Grimm, Reine des reines de Paris 1895[30].

- Manarello, Emma : une des cinq demoiselles d'Honneur accompagnant Rosina Ferro-Pia, Reine du Marché de Porta Palazzo, à Turin, venue à Paris, pour la Mi-Carême 1905. Chaque demoiselle d'honneur représente une des cinq provinces du Piémont[17].

- Mangeant, Sylvain : compositeur de musique festive de danses de Paris au XIXe siècle.

- Margajat : personnage typique du Carnaval de Paris au XVIIe siècle[2]. Margajat est un nom donné à certaines peuplades du Brésil (Richelet).

- Marguerite, Andrée : une des deux demoiselles d'Honneur de Mlle Georgette Chollet, Reine de l'Association Artistique du 13e Arrondissement 1911[5].

- Marie, E. : compositeur de musique festive de danses de Paris au XIXe siècle.

- Marie, Gabriel : compositeur de musique festive de danses de Paris au XIXe siècle.

- Marquise : personnage typique du Carnaval de Paris, attesté vers 1830[1].

- Marseillaise de la Courtille (La) : Le Retour du soldat est le nom exact de cet hymne carnavalesque parisien, écrit en hommage à la cuisine française. Il reprend la forme écrite et l'air de la Marseillaise, ce qui l'a fait connaitre sous le nom de : La Marseillaise de la Courtille. Cette œuvre est attribuée par certains à Antoine d'Antignac et par d'autres à l'académicien Michel-Jean Sedaine (1792).

- Martin, Augustine : reine du grand lavoir moderne de la rue Oberkampf 1900[10].

- Martins (Les deux) : personnages typiques du Carnaval de Paris, attesté vers 1830[1]. Il s'agit d'un couple formé par un ours et son montreur d'ours.

- Marx, H. : compositeur de musique festive de danses de Paris au XIXe siècle. Chef d'orchestre des bals Valentino et du Casino d'Asnières.

- Masque : accessoire de Carnaval utilisé depuis au moins cinq siècles à Paris. Le « Glossaire archéologique » de Victor Gay, publié en 1928, aux éditions Auguste Picard, à l'article « masques », cite une facture royale parisienne, conservée aux Archives Nationales de France : « 1583 - Pour 43 masques de Venize fins, de toutes sortes, doublés et garnis de ruban de soie, pour servir au roy et aultres princes et seigneurs et gentilz hommes qui alèrent courir par la ville le jour de caresme prenant après disner, à raison de un escu pièce. (AN - KK 138 fol 402) »

- Mathieu, Eugène : compositeur de musique festive de danses de Paris au XIXe siècle.

- Mathieu, Eugène : roi du lavoir des Enfants Rouges 1900[10].

- Matifa (les) : à l'Entrée du grand Montrouge, chez Cottin. Société bachique et chantante de la banlieue de Paris en 1830[6].

- Mauget, Gustave : compositeur de musique festive de danses de Paris au XIXe siècle.

- Mayeux (Les deux) : couple de personnages typiques du Carnaval de Paris, attesté vers 1830[1]. Ils portent tous les deux de très grands chapeaux, dont un bicorne. Un des deux souffle dans un cornet à bouquin et porte un poulet prêt à cuire à la ceinture, l'autre est masqué bossu et brandit deux sabres. Ils ont été inspirés par Mayeux, un personnage comique jadis célèbre à Paris, créé en 1832 par le caricaturiste Traviès[52].

- Mellenbach, Françoise : reine du Marché Lenoir 1909[11]

- Métra, Olivier : compositeur de musique festive de danses de Paris au XIXèm

- Mey, Auguste : compositeur de musique festive de danses de Paris au XIXe siècle.

- Mi-Carême : voir Fête des blanchisseuses.

- Mignon : 1355 kilos, un des quatre Bœufs Gras qui défilent en 1868[49].

- Millöcker, Charles : compositeur de musique festive de danses de Paris au XIXe siècle.

- Misérable (Couple) : 2 personnages typiques du Carnaval de Paris, attestés en 1855. « Une charge très-commune et très-goûtée des boulevards[53] de Paris représente un couple misérable, avec chapeaux défoncés, robes et pantalons en lambeaux, regards de mendiant, figures barbouillées de suie. Cette charge de la misère obtient chaque année le plus grand succès à Paris : les gamins, les curieux, suivent par colonnes serrées les misérables époux en les raillant et en les outrageant jusqu'à satiété[54]. »

- Missiou, Marie : reine des Reines de Paris 1903[55].

- Molano, Nathalina : une des cinq demoiselles d'Honneur accompagnant Rosina Ferro-Pia, Reine du Marché de Porta Palazzo, à Turin, venue à Paris, pour la Mi-Carême 1905. Chaque demoiselle d'honneur représente une des cinq provinces du Piémont[17].

- Momusiens (les) : société festive et carnavalesque parisienne dont l'existence est attestée lors de la Mi-Carême 1881 : « Les Momusiens une soixantaine de joyeux compagnons très cossus qui, pour la plupart sont des marchands du marché Beauvau, sont partis du faubourg Saint-Antoine et ont suivi la ligne des grands boulevards après avoir rendu visite aux principaux marchés de Paris. Six d'entre eux précédaient les calèches, à cheval, et sonnant du cor. Leur cavalcade était éblouissante[4]. »

- Monfort, B. (de) : compositeur de musique festive de danses de Paris au XIXe siècle.

- Montreur d'Ours : voir Martins (Les deux).

- Morin, Fernande : reine des Reines de Paris 1908[19].

- Moulieu, Augustine : reine des Marchés découverts 1905. « Les vingt-neuf marchés découverts de Paris, comprenant environ 5,000 titulaires ont élu, cette année pour la première fois, une reine qui les représentera aux fêtes de la Mi-Carême. ... La majorité absolue a désigné pour la dignité suprême Mlle Augustine Moulieu, âgée de vingt-et-un ans, bouchère au marché Popincourt. Mlle Moulieu, comme presque toutes les élues de cette année est brune[56]. »

- Moulin Rouge : voir Bal du Moulin Rouge.

- Moustier, André : roi des Gueux des Halles 1900[10].

- Muller, Pierre : compositeur de musique festive de danses de Paris au XIXe siècle.

- Mungira, Louise : une des deux demoiselles d'Honneur de Concepcion Ledesma, Reine de Madrid, venue à Paris, pour la Mi-Carême 1906[40].

- Munier : roi de la société festive et carnavalesque parisienne, Les Gueux, lors de la Mi-Carême 1881 : « Le roi, cette année, est un bijoutier, M. Munier. Il portait sa couronne avec une tranquillité qui peut lui être enviée par beaucoup de souverains de l'Europe. »

- Musard, Alfred (dit Musard fils ou Alfred Musard fils) : Fils du suivant. Compositeur de musique festive de danses de Paris au XIXe siècle, compositeur de chansons et propriétaire du Bal Mabille[57].

- Musard, Philippe (Tours, 8 novembre 1792 - Paris, 30 mars 1859) : En son temps, il fut, avec Louis-Antoine Jullien, l'un des deux plus célèbres compositeurs de Compositeur de musique festive de danses de Paris au XIXe siècle.

- Musique musardienne : nom proposé, pour désigner la musique festive de danses de Paris au XIXe siècle, aujourd'hui oubliée et qui compte des centaines de partitions. « Musique festive de danses de Paris au XIXe siècle » étant une appellation très longue et difficile à manier, pour désigner ce genre musical, caractéristique de la fête parisienne, et, notamment, du Carnaval de Paris, au XIXe siècle.

- Musique (Char de la) : nom des premier, quatrième et neuvième chars de la Mi-Carême 1911. Le neuvième est une création du décorateur Crotat[5].

## N
- Naufrage de Régulus (le) : en face de chez Cossette, barrière Rochechouart. Société bachique et chantante de la banlieue de Paris, en 1830[6].

- Neuburger, Hélène : reine des matelotes du Courgain, quartier maritîme de Calais, une des quatre reines de Calais, venue à Paris, pour la Mi-Carême 1906[23].

- Nièvre (la) 1361 kilos, un des quatre Bœufs Gras qui a défilé en 1868[49].

- Nourrissons de Bacchus (les) : barrière des trois Couronnes. Société bachique et chantante de la banlieue de Paris en 1830[6].

- Nulli, Maria : reine des Marchés de Milan, venue à Paris pour la Mi-Carême 1905, ainsi qu'une autre délégation italienne, celle de Rosina Ferro-Pia, Reine du Marché de Porta Palazzo à Turin. La délégation de Milan compte 100 personnes. Turinois et Milanais se disputèrent à Paris à propos de questions de préséance de leurs reines respectives[33].

## O
- Offenbach, Jacques : le plus célèbre compositeur d'opéras-bouffes et d'opérettes du XIXe siècle, qui a également écrit de la musique festive de danses ou dont les œuvres ont été transcrites par ses collaborateurs (Léon Roques, Arban, Albert Vizentini). Celle-ci n'est plus jouée depuis très longtemps mais les partitions existent, au département de la musique de la Bibliothèque nationale de France.

- Oller, Joseph : avec Charles Zidler, est un des deux cofondateurs du bal du Moulin Rouge, en 1889.

- Orlhac, Augustine : reine des Reines de Paris 1909, Reine de l'union syndicale de la Charcuterie 1909. 24 ans, fille de pauvres cultivateurs de Regnac, Aveyron, avant-dernière de 8 enfants, commise chez Lagrange, Charcutier, 111 avenue Victor Hugo, Paris[11].

- Oswin, Hélène : reine de la Mode, une des quatre reines de Calais, venues à Paris pour la Mi-Carême 1906[23].

- Ours' : voir Martins (Les deux).

- Ozouf, Clotilde : reine des Reines de Paris 1900[10].

## P
- Pache (Mlle), l'Aurore : une des deux demoiselles d'Honneur de Hermance Taverney, Palès, déesse du Printemps de la Fête des Vignerons de Vevey 1905, venue à Paris, pour la Mi-Carême 1906[26].

- Paillasse : personnage typique du Carnaval de Paris en 1833[58].

- Païzane : paysanne, personnage typique du Carnaval de Paris au XVIIe siècle[2].

- Paradeis, Marcelle : reine des Reines de Paris 1912.

- Paralytique (Le) : personnage typique du Carnaval de Paris durant plusieurs siècles. Il est formé d'un personnage portant ou porté par un deuxième qui est en fait un mannequin. Il figure sur une gouache du XVIIe siècle[59], ainsi que dans un tableau de 1757[60] et sur une planche gravée vers 1830[1]. Un autre personnage typique, attesté vers 1830, la Pyramide s'en est directement inspiré (voir cet article).

- Paul Forestier : 1311 kilos, un des quatre Bœufs Gras qui a défilé en 1868[49].

- Pêcheur : personnage typique du Carnaval de Paris, attesté vers 1830[1].

- Peinture (Char de la) : neuvième char de la Mi-Carême 1911 créé par le décorateur Colombier[5].

- Père Goriot (Le) : bœuf Gras pesant 1 970 kilos qui défile au Carnaval de Paris 1845 les 2 et 4 février[61]. C'est le premier Bœuf Gras auquel il fut donné un nom particulier, à l'occasion de la fête.

- Perny, P. : compositeur de musique festive de danses de Paris au XIXe siècle.

- Période du Carnaval : à Paris traditionnellement elle débutait le 11 novembre jour de la Saint Martin et se terminait avec les jours gras dont le dernier est mardi gras. Les parisiens souvent continuaient la fête jusque dans l'après-midi du mercredi des cendres, par exemple après avoir fait la descente de la Courtille. La pratique parisienne est d'ajouter à la période traditionnelle du Carnaval le jeudi de la Mi-Carême, où défilent les reines élus des femmes, d'abord les harengères, puis les blanchisseuses, d'où le nom de fête des blanchisseuses, donné à la Mi-Carême à Paris.

- Période 1891-1914 des confetti et serpentins au Carnaval de Paris : l'usage qui en fut fait alors ne s'est jamais reproduit depuis à Paris. L'eau de la Seine, le lendemain matin du Mardi Gras et du Jeudi de la Mi-Carême, se charge de confetti à la sortie des égouts de Paris, au point de se métamorphoser en « une immense banquise multicolore ». Les serpentins larges de un centimètre et longs de 50 à 200 mètres rendent les arbres des Grands Boulevards « tout chevelus et multicolores ».

- Perpignan, François : compositeur de musique festive de danses de Paris au XIXe siècle.

- Perréard, Émile : garçon d'Honneur de Mlle Eugénie Barbier et M. Cartier, Reine et Roi de la Renaissance des Halles 1900[10].

- Perret (Mlle) : reine des Gueux des Halles 1900[10].

- Perret, Augustine : demoiselle d'Honneur de Perret (Mlle) et André Moustier Reine et Roi des Gueux des Halles 1900[10].

- Père Sournois : personnage typique du Carnaval de Paris, attesté vers 1830[1]. Il chevauche un dindon gigantesque.

- Personnages typiques du Carnaval de Paris : le Carnaval de Paris est caractérisé, entre autres, par des personnages typiques, identifiés par leur costume particulier. Les plus célèbres restent le débardeur et le chie-en-lit. Deux documents publiés, l'un au XVIIe siècle[2], l'autre vers 1830[1], dressent une liste non exhaustive de ces personnages typiques revenant chaque année au Carnaval de Paris. Un texte de 1845 mentionne le Pierrot et le débardeur, un autre, daté de 1855 décrit deux autres personnages typiques : le couple de miséreux caricaturaux en haillons.

- Petit, Eugénie : reine des Reines de Paris 1893[31].

- Petit, Georgette : demoiselle d'Honneur de Lucie Godmé, Reine du Marché Lenoir 1911[5].

- Picheran, Eugène : compositeur de musique festive de danses de Paris au XIXe siècle.

- Pierre, Félicie : une des deux demoiselles d'Honneur de Mlle Bonhomme Reine des Reines de Paris 1894. Son portrait, en médaillon, apparaît, avec ses nom et prénom, dans le programme officiel de la Mi-Carême 1893, dans le fond et au-dessus du portrait de Mlle Eugénie Petit, Reine des Reines de Paris 1893.

- Pierrot : personnage typique du Carnaval de Paris, attesté en 1845[62].

- Pierrot Romantique : personnage typique du Carnaval de Paris, attesté vers 1830[1].

- Pilodo : compositeur de musique festive de danses de Paris au XIXe siècle. Chef d'orchestre du bal Mabille.

- Pimprenelle Saint-Fargeau II : nom de la vache incarnant, depuis 1999, le Bœuf Gras traditionnel parisien, à la Promenade du Bœuf Gras. Née le 7 juin 1999, elle vit à Bugeat, en Corrèze.

- Pinaud, Marie : 16 ans, une des deux demoiselles d'Honneur de Hélène Germain, Reine du Marché des Carmes 1909[38].

- Planquette, Robert (1848-1903) : compositeur de musique festive de danses de Paris au XIXe siècle, auteur de nombreux opéras-bouffes et opérettes, la plus connue étant Les Cloches de Corneville.

- Poésie (Char de la) (époque romaine), sixième char de la Mi-Carême 1911 créé par le décorateur Chassin[5].

- Pointal : reine de Paris 1933[63].

- Polichinel Romantique : personnage typique du Carnaval de Paris, attesté vers 1830[1].

- Porta Palazzo (Marché de) : grand marché de Turin, qui commence, en 1902, à élire une Reine, appelée aussi « reginetta palatina ». Les Reines de Paris sont invitées aux fêtes du marché de Porta Palazzo, en septembre 1904. Une délégation du Marché de Porta Palazzo participe, à deux reprises, à Paris à la Mi-Carême. En 1905, avec, à sa tête, Mlle Rosina Ferro-Pia, reginetta palatina 1904, et en 1914, avec, à sa tête, Mlle Adelaïde Revelli, reginetta palatina 1913. Le Marché de Porta Palazzo, qui une importance moindre que jadis, où on venait même de Chambéry y faire des achats, existe toujours. Il se trouve piazza della Repubblica.

- Postillon de Madame Ablon (Le) : voir Ablon (Le Postillon de Madame).

- Pradier, Marie : demoiselle d'Honneur de Jeanne Renaud, Reine de l'Estudiantina des Fêtes de Paris, 1911[5].

- Prévost, E. : compositeur de musique festive de danses de Paris au XIXe siècle.

- Proisy, Charlotte : reine des Reines de Paris 1899[64].

- Promenade de la Vache enragée ou Vachalcade : cortège carnavalesque de Montmartre organisé par les artistes et les montmartrois en réponse aux grands cortèges du Bœuf Gras 1896 et 1897. Initialement destinée à être perennisée, cette fête organisée en 1896 et 1897 ne connait pas ensuite de nouvelles éditions.

- Promenade du Bœuf Gras : avec la Mi-Carême, un des deux principaux temps forts du Carnaval de Paris. Il s'agit d'un cortège musical et costumé, où défile(nt) un ou plusieurs bœufs gras. C'est-à-dire fort en viande, le mot : « gras » est pris ici dans le même sens que « caractère gras ». Mentionné à Paris, pour la première fois, en 1274, ce cortège apparaît déjà traditionnel dans sa première description connue, en 1739. Initialement, ce sont les bouchers, ou garçons-bouchers, qui l'organisent, au moment des jours gras. Il prend une ampleur énorme, au XIXe siècle, devenant de facto la Fête de Paris, dans le cadre du très grand Carnaval de Paris. Le cortège a reparu, en 1998, après une interruption de 45 ans, à la suite de problèmes politiques et d'organisation. Depuis, il défile à nouveau, chaque année.

- Puget, Loïsa (1810-1889) : Compositrice de musique festive de danses de Paris au XIXe siècle.

- Pyramide (La) : personnage typique du Carnaval de Paris, attesté vers 1830[1]. Conçu sur le même principe que le Paralytique, il s'agit d'un Chinois de Carnaval porté par un autre Chinois de Carnaval qui est en fait une poupée.

## Q
- Quéru, Jeanne : reine des Reines de Paris, 1911[5], Reine du Comité des Fêtes des Commerçants du Xe Arrondissement, 1911[65]. Le jour de la Mi-Carême, elle a été filmée par les Actualités Eclair (voir la Filmographie du Carnaval de Paris).

## R
- Randau, Marie : reine des Matelottes, de Calais, venue à Paris, pour la Mi-Carême 1909[7].

- Raspail, G. : compositeur de musique festive de danses de Paris au XIXe siècle. Chef d'orchestre du Tivoli Waux-Hall.

- Rats : une tradition de l'humour carnavalesque parisien. Les enfants parisiens, à l'aide d'une batte spéciale, appliquaient, dans le dos des passants, des formes de rats imprimées avec du blanc d'Espagne. Cette tradition est attestée, dans le cadre du Carnaval de Paris, au moins depuis le XVIIe siècle jusqu'à 1790[66].

- Reginetta palatina (Petite reine palatine) : titre donné à Turin aux Reines du Marché de Porta Palazzo, parmi lesquelles Mesdemoiselles Rosina Ferro-Pia et Adelaïde Revelli, venues à Paris pour la Mi-Carême, la première en 1905, la seconde en 1914. Ce titre utilisé en Italie n'apparaît pas dans la presse française[67].

- Reine de Paris : titre porté à partir des années 1920 par la reine concurrente de la Reine des Reines de Paris élue pour la Mi-Carême.

- Reine des blanchisseuses : titre porté par la reine élue pour la Mi-Carême par les lavoirs parisiens et par au moins aussi quelques lavoirs de la banlieue. Jeanne Sauterie fut Reine des blanchisseuses de 1830 à 1848.

- Reine des Blanchisseuses (La) : œuvre théâtrale de Rougemont, Hennery et Granger donnée pour la première fois le 25 septembre 1838 au théâtre des Variétés[68].

- Reine des Reines : titre donné à partir de la Mi-Carême 1891 à la Reine des blanchisseuses. Celle-ci, à partir de 1895 n'est plus élue par les blanchisseuses et ne fait plus partie de cette corporation. À ses tout débuts la Reine des Reines était aussi appelée la Reine des blanchisseuses.

- Reine des Reines (Char de la) : onzième et dernier char du cortège de la Mi-Carême 1911 créé par le décorateur Hallé[5].

- Reine du lavoir : titre porté par la reine élue d'un lavoir. Ce titre était complêté par le nom du lavoir.

- Renaissance du plaisir (la) : société festive et carnavalesque parisienne dont l'existence est attestée lors de la Mi-Carême 1881 : « Citons encore une autre association : la Renaissance du plaisir, qui est partie du marché des Carmes, et qui a défilé triomphalement dans vingt landaus[4]. »

- Renaud, Jeanne : reine de l'Estudiantina des Fêtes de Paris, 1911[5].

- Renaud, Suzanne : une des deux demoiselles d'Honneur de Marie Rolland, Reine de l'Harmonie des Fêtes de Paris, 1911[5].

- Revelli, Adelaïde : reine du Marché de Porta Palazzo à Turin, élue en 1913 et venue à Paris, pour la Mi-Carême 1914[41].

- Riether, Cécile (ou Marie) : reine de l'Épicerie 1909[11] Mlle Cécile Riether, a été élue Reine de l'Épicerie, le mercredi 10 février 1909, au siège du Syndicat de l'Épicerie, 12 rue Saint Bon, Paris 4e. Elle est brune, a 18 ans. L'an dernier (1908), elle était demoiselle d'honneur. Elle habite 8 rue Lamarck et est employée chez ses parents, épiciers. Elle a été élue à l'unanimité[69]. Le Petit Parisien, lui donne pour prénom « Marie », dans son numéro du 11 février, et « Cécile », dans son numéro du 22 février 1909

- Rigolos (les) : société festive et carnavalesque parisienne, dont l'existence est attestée, lors de la Mi-Carême 1881 : « Les Momusiens, les Rigolos, et les Gueux ont été les héros de la journée[4]. »

- Rivière, J. : compositeur de musique festive de danses de Paris au XIXe siècle.

- Robert, Anne : illustre avocat au Parlement de Paris. Au XVIe siècle, il plaida une cause grasse, qu'il dédia au Premier Président Achille de Harlay, qui en accepta l'hommage. Elle existe, au nombre de ses plaidoiries en latin, traduites par Tournet, et publiées en quatre livres, en 1622[70].

- Roi : titre donné jadis à l'homme qui accompagnait la Reine élue d'un lavoir au moment de la Mi-Carême. C'était parfois d'office le patron du lavoir. Dans les lavoirs les hommes étaient rares et parmi eux se trouvait souvent le patron de l'établissement. S'il était choisi comme roi il accompagnait son élection et la fête en offrant largement à boire à la reine et ses sujets.

- Roques, Léon : compositeur de musique festive de danses de Paris au XIXe siècle. Collaborateur de Jacques Offenbach, on lui doit de nombreuses réductions pour piano de ses opéras-bouffes.

- Rolet (ou Drolet), Marie : reine de la Halle, de Calais, venue à Paris, pour la Mi-Carême 1909[7].

- Rolland, Marie : reine de l'Harmonie des Fêtes de Paris, 1911[5].

- Rosellen, Henri : compositeur de musique festive de danses de Paris au XIXe siècle.

- Rousseliere, Léontine : demoiselle d'Honneur de Jeanne Renaud, Reine de l'Estudiantina des Fêtes de Paris, 1911[5].

- Rouzaire, Hélène : reine des Marchés découverts 1909[11] Sa photo a paru dans Le Petit Parisien, du 16 février 1909.

- Ruf : compositeur de musique festive de danses de Paris au XIXe siècle.

## S
- Sacrés Zèbres (Compagnie Carnavalesque des) : compagnie carnavalesque parisienne composée de femmes handicapées et leurs ami(e)s créée en 2006. Elle participe depuis 2006 au Carnaval de Paris. Sa tenue se caractérise par un gilet en fourrure synthétique, zebré noir et rose pour les filles, zebré noir et blanc pour les garçons, un chapeau fleuri et un nez rouge de clown.

- Sainte-ny-touche : sainte n'y touche, personnage typique du Carnaval de Paris au XVIIe siècle[2].

- Saint-Martin (Hymne à) : hymne carnavalesque écrit par Cadet Lablague, en 1834.

- Salat, Marie : une des deux demoiselles d'Honneur de Augustine Orlhac, Reine des Reines de Paris 1909[11]

- Salomon : compositeur de musique festive de danses de Paris au XIXe siècle.

- Sancho Pança : personnage typique du Carnaval de Paris, attesté vers 1830[1].

- Sardine, Jeanne : demoiselle d'Honneur de Mlle Georgette Chollet, Reine de l'Association Artistique du 13e Arrondissement 1911[5].

- Sauterie, Jeanne (Mlle ou Mme) : reine des blanchisseuses de Paris de 1830 à 1847. Un journal[71] fait l'éloge posthume de Jeanne Sauterie, « la plus belle des blanchisseuses, dont elle a été dix-sept fois la reine ». « Jeanne Sauterie, qui était admirablement jolie, était en 1830 âgée de dix-huit ans. Malgré les propositions de toutes sortes que lui firent ses admirateurs, elle resta sage et se maria. Tous les ans, quand venait la fête des blanchisseuses, Jeanne Sauterie trônait en haut du char classique, vêtue en Diane chasseresse. Comme elle était extrêmement économe, le même costume lui a servi pendant ses dix-sept ans de royauté ! »

- Satias, A. : compositeur de musique festive de danses de Paris au XIXe siècle.

- Scarabambombillardos : personnage typique du Carnaval de Paris au XVIIe siècle[2]. Son caractère exact reste à préciser.

- Scaramouche : personnage typique du Carnaval de Paris au XVIIe siècle[2].

- Scaramusse, Eugénie : 17 ans, une des deux demoiselles d'Honneur de Hélène Germain, Reine du Marché des Carmes 1909[38].

- Schall (Mme) : reine du lavoir des Enfants Rouges 1900[10].

- Schneider, Marie : une des deux demoiselles d'Honneur de Marcelle Decker, Reine des Marchés du Temple 1911[5].

- Schubert, Camille (1810-1889) : compositeur de musique festive de danses de Paris au XIXe siècle.

- Schubert, Raoul : compositeur de musique festive de danses de Paris au XIXe siècle.

- Schuller, Richard : compositeur de musique festive de danses de Paris au XIXe siècle.

- Sculpture (Char de la) : septième char de la Mi-Carême 1911 créé par le décorateur Crotat[5].

- Sergens : sergent, personnage typique du Carnaval de Paris au XVIIe siècle[2].

- Servante : personnage typique du Carnaval de Paris, attesté vers 1830[1].

- Sicard : reine des Reines de Paris 1891. Il s'agit de la première Reine des Reines de Paris. Le Progrès Illustré supplément littéraire du Progrès de Lyon écrit à son sujet le 15 mars 1891 page 8 : « les organisateurs (de la Mi-Carême parisienne) ont voulu apporter à cette fête un élan nouveau : ils ont voulu avoir une reine des reines. Pour cela les maitresses blanchisseuses se sont réunies en conseil secret pour désigner celle qui devait porter ce titre. A l'unanimité elles ont nommé Mlle Sicard dont nous donnons le portrait en première page[72]. La reine des blanchisseuses est une belle fille de vingt-six ans, à la chevelure très brune, au teint mat, à la bouche souriante, aux yeux vifs. Lorsqu'elle était au lavoir Saint-Ange elle en avait été élue reine deux années de suite. Elle appartient maintenant au lavoir de la rue Milton. C'est là qu'au lendemain de la fête, après avoir jeté un dernier coup d'œil à sa robe royale, elle a repris courageusement sa besogne quotidienne. »

- Sicilienne : personnage typique du Carnaval de Paris, attesté vers 1830[1].

- Skoupova, Bozena : reine des reines des fleurs, venue de Prague à Paris, pour la Mi-Carême 1911. Elle fut élue Reine des reines, une fois arrivée à Paris, choisie parmi trois reines des fleurs praguoises (la participation d'une quatrième reine des fleurs, Lausmannova, était initialement prévue)[35].

- Société d'Anacréon : Voir Anacréon (Société d').

- Société festive et carnavalesque : une société festive ou – et – carnavalesque est une association de personnes réunies par l'amour de la fête et du divertissement, la volonté de réussir la fête, le Carnaval, et assurer sa pérennisation. Partout où existe une grande fête vivante, on rencontre de telles structures. Discrêtes ou déclarées, elles forment le soubassement indispensable à la liesse populaire. Parfois, ces sociétés festives sont partie prenante d'une association ayant une vocation générale différente. Les sociétés festives et carnavalesques font partie, depuis des siècles, des traditions festives parisiennes.

- Soutiens de Momus (les) : à la Courtille. Société bachique et chantante de la banlieue de Paris en 1830[6].

- Speroni, Marta : venue à Paris, pour la Mi-Carême 1906. Une jolie petite jeune fille brune, qui parle seulement italien. Elle a beaucoup de succès à Paris. Reine des Commerces de Rome, présentée également comme « Reine de Rome », par les journaux français, suivant le même principe qui fait que la Reine des Reines du Comité des Fêtes de Paris, est présentée comme la « Reine des Reines de Paris ». Dans la délégation romaine, sa mère l'accompagne[73].

- Strauss, Édouard : compositeur de musique festive de danses de Paris au XIXe siècle.

- Strauss, Isaac : compositeur de musique festive de danses de Paris au XIXe siècle. Chef d'orchestre des bals de la cour, des bals de l'Opéra et du bal du Jardin d'hiver (1847-1854). À son époque, les Parisiens parlaient des « Strauss de Vienne » Pour eux, Strauss, c'était évidemment Isaac Strauss.

- Stutz, Philippe : compositeur de musique festive de danses de Paris au XIXe siècle.

- Surveillant, Florine : reine de l'industrie balnéaire, une des deux demoiselles d'Honneur de Magda Asaert, reine d'Ostende, venue à Paris, pour la Mi-Carême 1909[7].

- Sykorova, Héléna : reine des fleurs, venue de Prague à Paris, pour la Mi-Carême 1911[35].

## T
- Talexy, Adrien : compositeur de musique festive de danses de Paris au XIXe siècle.

- Taunus (le) : nom d'une fête traditionnelle de carabins, très truculente.

- Tavan, E. : compositeur de musique festive de danses de Paris au XIXe siècle.

- Taverney, Hermance Palès : déesse du Printemps de la Fête des Vignerons de Vevey 1905, venue à Paris, pour la Mi-Carême 1906. Ses deux demoiselles d'Honneur sont Pache, l'Aurore et Chollet, le Jour[26].

- Teralla, Rosina : une des cinq demoiselles d'Honneur accompagnant Rosina Ferro-Pia, Reine du Marché de Porta Palazzo à Turin, venue à Paris pour la Mi-Carême 1905. Chaque demoiselle d'honneur représente une des cinq provinces du Piémont[17].

- Tolbecque, Charles-Joseph (1806-1835) : compositeur de musique festive de danses de Paris au XIXe siècle, Belge de Paris.

- Tolbecque, Isidore-Joseph : compositeur de musique festive de danses de Paris au XIXe siècle, Belge de Paris.

- Tolbecque, Jean-Baptiste-Joseph (Hanzinne, province de Namur, 1797 – Paris, 1869) : compositeur de musique festive de danses de Paris au XIXe siècle, Belge de Paris. Chef d'orchestre des bals de la cour du roi de France.

- Torrea, Valentina : reine de Lisbonne, venue à Paris, pour la Mi-Carême 1906[74].

- Tournois (Mlle) : une des quatre demoiselles d'Honneur de Elisabeth Kollen, Reine du Commerce de Metz, venue à Paris, pour la Mi-Carême 1920[15].

- Tremblay, Suzanne : une des deux demoiselles d'Honneur de Jeanne Gabrielle, Reine de la Renaissance Amicale des Halles 1911[5].

- Tremblay, Yvonne : une des deux demoiselles d'Honneur de Marie Rolland, Reine de l'Harmonie des Fêtes de Paris 1911[5].

- Trois Bals (Les) : Vaudeville en trois actes de Jean-François-Alfred Bayard représenté pour la première fois à Paris à l'occasion de son Carnaval, au théâtre des Variétés[75] en février 1839. L'intérêt de cette œuvre réside dans le fait qu'elle forme comme une sorte de documentaire sur la fête parisienne, à travers une de ses activités centrales : la danse.

- Troubadours (les) : à Belleville. Société bachique et chantante de la banlieue de Paris, en 1830[6].

- Troupel, Jeanne : reine des Reines de Paris 1905, ses deux demoiselles d'Honneur sont Marie Albaret et Jeanne Loth[76].

## U
- Union (Cercle de l') : barrière Rochechouart. Société bachique et chantante de la banlieue de Paris en 1830[6].

## V
- Vachalcade : voir Promenade de la Vache enragée.

- Vache des orphelins (la) : sculpture représentant une vache, grandeur nature, œuvre de Kamel Yahiaoui. Elle participe au défilé de la renaissance du Carnaval de Paris, le 27 septembre 1998, montée sur le toit de la voiture de Gian-Carlo Ruberti, dit Isidore. Cette sculpture illustre un conte kabyle traditionnel et est réalisée avec des matériaux de récupération[37].

- Vache enragée (Promenade de la) : voir Promenade de la Vache enragée.

- Vaillant, M. : compositeur de musique festive de danses de Paris au XIXe siècle.

- Valiquet, Henri (d) : compositeur de musique festive de danses de Paris au XIXe siècle.

- Vanek (demoiselles) : deux sœurs, demoiselles d'Honneur de Ruzena Brazova, Reine tchèque, venue de Prague à Paris, pour la Mi-Carême 1910[18].

- Varney, Alphonse : compositeur de musique festive de danses de Paris au XIXe siècle.

- Varney, Louis (1844-1908) : Fils du précédent. Compositeur de musique festive de danses de Paris au XIXe siècle.

- Vasseur, Eugène : compositeur de musique festive de danses de Paris au XIXe siècle.

- Vasseur, Léon : compositeur de musique festive de danses de Paris au XIXe siècle.

- Vénitien : personnage typique du Carnaval de Paris, attesté vers 1830[1].

- Vidal, Eugénie : demoiselle d'Honneur de Eugénie Barbier et Cartier, Reine et Roi de la Renaissance des Halles 1900[10].

- Vieille : personnage typique du Carnaval de Paris au XVIIe siècle[2].

- Vieux Amis (les) : chez Cossette, barrière Rochechouart. Société bachique et chantante de la banlieue de Paris en 1830[6].

- Vieux Buveurs (les) : aux Deux Bacchus, barrière d'Enfer. Société bachique et chantante de la banlieue de Paris en 1830[6].

- Vieux Grognards (les) : chez Cognié, à la Villette. Société bachique et chantante de la banlieue de Paris en 1830[6].

- Vigeant, Roger : jeune ouvrier agricole en viticulture dans le Midi de la France dans les années 1940, puis artisan-céramiste à Paris, formé par son oncle Waltispurger dit : Waltis. Dans l'atelier du 37bis villa d'Alésia, ancien atelier d'Henri Matisse, qu'il partage avec son oncle, il reçoit de nombreux clients céramistes professionnels ou amateurs. C'est là qu'à l'occasion du Mardi Gras il organise durant les années 1950 et 1960 des fêtes carnavalesques animées par des fanfares des Beaux-Arts. Ces fêtes, qui durent la soirée et la nuit qui suit, rassemblent à chaque fois plusieurs centaines de personnes costumées, qui viennent en famille, amènent à boire et manger, dansent et appellent cet évènement : la fête chez Roger. La disparition de Waltis, âgé, s'accompagnera de celle de la fête que cessera alors d'organiser son neveu[77].

- Vilbac, Renaud de : compositeur de musique festive de danses de Paris au XIXe siècle.

- Villier (Mlle) : une des deux demoiselles d'Honneur de Lebeau (Mlle) et Louvet, Reine et Roi du lavoir Sainte-Marie 1900[10].

- Vivandière : personnage typique du Carnaval de Paris, attesté vers 1830[1].
- Vizentini, Albert : compositeur de musique festive de danses de Paris au XIXe siècle. Proche collaborateur de Jacques Offenbach. Chef d'orchestre du théâtre des Bouffes-Parisiens puis directeur du théâtre de la Gaîté.

- Vrais Joyeux (les) : aux Deux Frères, chaussée du Maine. Société bachique et chantante de la banlieue de Paris en 1830[6].

## W
- Waldteufel, Émile (Strasbourg, 9 décembre 1837 – Paris, 12 février 1915) : compositeur de musique festive de danses de Paris au XIXe siècle.

- Waldteufel, Léon (d) : frère d'Émile Waldteufel, compositeur de musique festive de danses de Paris au XIXe siècle.

- Wenzel, Léopold : compositeur de musique festive de danses de Paris au XIXe siècle.

- Wittmann, V. : compositeur de musique festive de danses de Paris au XIXe siècle.

## Y
- Yahiaoui, Kamel : artiste peintre et sculpteur parisien, né en Algérie, créateur de la Vache des orphelins[37].

## Z
- Zèbres (Compagnie Carnavalesque des Sacrés) : voir Sacrés Zèbres (Compagnie Carnavalesque des).

- Zemsdeg, M. et Mme : reine et Roi du lavoir Sainte-Eugénie 1900[10].

- Zidler, Charles : ancien boucher, spécialiste de l'organisation distractive, cofondateur, en 1889, avec Joseph Oller, du bal du Moulin Rouge. Il a été Commissaire Général, directeur des deux grandes Cavalcades du Bœuf Gras, en 1896 et 1897.

- Zizi-Chiffon : fillette reine des biffins (chiffonniers) de Paris pour la Mi-Carême 1905[78].

## Sources
- Jean-Marie Bruson, Partitions de danses conservées au musée Carnavalet (catalogue).
- Thierry Levaux, Dictionnaire des compositeurs de Belgique du Moyen Âge à nos jours, Éditions Art in Belgium.
- Dossiers Actualités Carnaval à la Bibliothèque historique de la ville de Paris.
- Documents imprimés conservés dans les Collections historiques de la préfecture de Police.
- Département des Arts du spectacle de la Bibliothèque nationale de France.
- Département des Imprimés de la Bibliothèque nationale de France.
- Département de la musique de la Bibliothèque nationale de France.
- Bibliothèque publique d'information-BPI, Centre Georges Pompidou, à Paris : microfilms de journaux quotidiens parisiens des XIXe et XXe siècles.
- Biblioteca Civica - Turin.